# Grant Stafford
Grant Stafford (ur. 27 maja 1971 w Johannesburgu) – południowoafrykański tenisista, reprezentant w Pucharze Davisa.

## Kariera tenisowa
Występując jeszcze w gronie juniorów Stafford wygrał w 1989 roku US Open w grze podwójnej chłopców, wspólnie z Wayne'em Ferreirą.
Jako zawodowy tenisista Stafford występował w latach 1990–2000.
W grze pojedynczej awansował do 3 finałów rangi ATP World Tour, wszystkie przegrywając.
W grze podwójnej tenisista południowoafrykański osiągnął 6 finałów ATP World Tour, z których w 5 zwyciężył.
W latach 1994, 1997–1999 reprezentował Republikę Południowej Afryki w Pucharze Davisa, rozgrywając 8 meczach. W singlu rywalizował w 7 przegranych pojedynkach, a w deblu zagrał 1 zwycięskie spotkanie.
Stafford, w 1995 roku, zdobył 2 złote medale igrzysk afrykańskich rozgrywanych w Harare – w grze pojedynczej i podwójnej w parze z Johnem-Laffnie de Jagerem.
W rankingu gry pojedynczej Stafford najwyżej był na 53. miejscu (31 stycznia 1994), a w klasyfikacji gry podwójnej na 42. pozycji (14 września 1998).

### Finały w turniejach ATP World Tour
| Legenda                                      |
| -------------------------------------------- |
| Wielki Szlem                                 |
| Igrzyska olimpijskie                         |
| Tennis Masters Cup / ATP Finals              |
| ATP Masters Series / ATP Tour Masters 1000   |
| ATP International Series Gold / ATP Tour 500 |
| ATP International Series / ATP Tour 250      |

#### Gra pojedyncza (0–3)
| Końcowy wynik | Nr | Data             | Turniej | Nawierzchnia | Przeciwnik       | Wynik finału  |
| ------------- | -- | ---------------- | ------- | ------------ | ---------------- | ------------- |
| Finalista     | 1. | 4 kwietnia 1993  | Durban  | Twarda       | Aaron Krickstein | 3:6, 6:7(7)   |
| Finalista     | 2. | 14 lipca 1996    | Newport | Trawiasta    | Nicolás Pereira  | 6:4, 4:6, 4:6 |
| Finalista     | 3. | 27 kwietnia 1997 | Orlando | Ceglana      | Michael Chang    | 6:4, 2:6, 1:6 |

#### Gra podwójna (5–1)
| Końcowy wynik | Nr | Data                 | Turniej       | Nawierzchnia | Partner          | Przeciwnicy                      | Wynik finału     |
| ------------- | -- | -------------------- | ------------- | ------------ | ---------------- | -------------------------------- | ---------------- |
| Finalista     | 1. | 3 kwietnia 1994      | Sun City      | Twarda       | Ellis Ferreira   | Marius Barnard Brent Haygarth    | 3:6, 5:7         |
| Zwycięzca     | 1. | 20 października 1996 | Tel Awiw-Jafa | Twarda       | Ellis Ferreira   | No’am Behr Ejal Erlich           | 6:3, 6:2         |
| Zwycięzca     | 2. | 26 kwietnia 1998     | Orlando       | Ceglana      | Kevin Ullyett    | Michael Tebbutt Mikael Tillström | 4:6, 6:4, 7:5    |
| Zwycięzca     | 3. | 10 maja 1998         | Coral Springs | Ceglana      | Kevin Ullyett    | Mark Merklein Vince Spadea       | 7:5, 6:4         |
| Zwycięzca     | 4. | 26 lipca 1998        | Waszyngton    | Twarda       | Kevin Ullyett    | Wayne Ferreira Patrick Galbraith | 6:2, 6:4         |
| Zwycięzca     | 5. | 7 stycznia 2001      | Adelaide      | Twarda       | David Macpherson | Wayne Arthurs Todd Woodbridge    | 6:7(5), 6:4, 6:4 |